# 정광조 (원나라)
정광조(鄭光祖, ? ~ ?)는 중국 원나라 말기의 잡극(雜劇) 작가로, 자는 덕휘(德輝)이며 산시성 (산서성) 양릉현(襄陵縣) 사람이다.
그의 작품은 모두 17~19종이 있었으나, 현존하는 것은 〈천녀이혼 倩女離魂〉·〈추매향 㑳梅香〉·〈왕찬등루 王粲登樓〉·〈주공섭정 周公攝政〉·〈삼전여포 三戰呂布〉·〈이윤경신 伊尹耕莘〉·〈지용정제 智勇定齊〉·〈노군당 老君堂〉 8종뿐이며, 그밖에 일부만 남아 있는 것도 있다. 작풍은 왕실보(王實甫)에 가까우며, 문채파(文彩派)라고 불린다. 그의 대표작인 〈천녀이혼〉은 당(唐)의 진현우(陳玄祐)가 지은 〈이혼기 離魂記〉를 창조적으로 해석하고, 〈천녀이혼제궁조 倩女離魂諸宮調〉의 유산을 계승한 위에, 〈서상기 西廂記〉의 모티프를 수용한 작품이다. 이 작품은 반봉건적인 자유연애의 주제를 노래한 낭만주의적 작품으로, 특히 여성의 복잡한 심리에 대한 아름답고 섬세한 묘사가 뛰어나다. 또 〈지용정제〉는 조국을 구한 여자 영웅의 형상을 묘사한 것으로, 민족적 모순이 심각했던 당시에는 매우 의의가 깊은 작품이다. 당시 정치·경제의 중심이 항저우[杭州]로 옮겨지면서, 잡극이 남방 도시상층시민의 오락거리가 되고 작자가 현실을 이탈하여 민중의 입장에 서지 않음에 따라, 관한경(關漢卿)에게서 보이던 초기 작품의 현실비판성과 대중성이 차츰 상실되어 결국 쇠퇴하게 된다.